# Municipio de Oxford (Illinois)
El municipio de Oxford (en inglés: Oxford Township) es un municipio ubicado en el condado de Henry en el estado estadounidense de Illinois. En el año 2010 tenía una población de 1213 habitantes y una densidad poblacional de 13,15 personas por km².

## Geografía
El municipio de Oxford se encuentra ubicado en las coordenadas 41°11′40″N 90°22′43″O / 41.19444, -90.37861. Según la Oficina del Censo de los Estados Unidos, el municipio tiene una superficie total de 92.22 km², de la cual 92,11 km² corresponden a tierra firme y (0,12 %) 0,11 km² es agua.

## Demografía
Según el censo de 2010, había 1213 personas residiendo en el municipio de Oxford. La densidad de población era de 13,15 hab./km². De los 1213 habitantes, el municipio de Oxford estaba compuesto por el 97,94 % blancos, el 0,33 % eran afroamericanos, el 0,49 % eran asiáticos, el 0,25 % eran de otras razas y el 0,99 % eran de una mezcla de razas. Del total de la población el 1,57 % eran hispanos o latinos de cualquier raza.